# Étoile de Bessèges 2009
La 39e édition de la course cycliste Étoile de Bessèges a eu lieu du 4 au 8 février 2009. La compétition était classée 2.1 sur l'UCI Europe Tour 2009.

## Les étapes
| Détail    | Date      | Villes étapes                          | km  | Vainqueur d'étape  | Leader du classement général |
| 1re étape | 4 février | Bellegarde - Le Grau-du-Roi            | 150 | Jimmy Casper       | Jimmy Casper                 |
| 2e étape  | 5 février | Nîmes - St-Ambroix                     | 149 | Jimmy Casper       | Jimmy Casper                 |
| 3e étape  | 6 février | Branoux Les Taillades - La Grand-Combe | 134 | Jure Kocjan        | Jure Kocjan                  |
| 4e étape  | 7 février | Les Fumades - Les Fumades              | 150 | Björn Leukemans    | Thomas Voeckler              |
| 5e étape  | 8 février | Gagnières - Bessèges                   | 145 | Jean-Eudes Demaret | Thomas Voeckler              |

## Classement final
| 1.  | Thomas Voeckler    | BBox Bouygues Telecom | en | 14 h 33 min 55 s |
| 2.  | Jure Kocjan        | Carmiooro-A-Style     | +  | 1 min 07 s       |
| 3.  | Yury Trofimov      | BBox Bouygues Telecom |    | 1 min 08 s       |
| 4.  | Johnny Hoogerland  | Vacansoleil           |    | 1 min 20 s       |
| 5.  | Sébastien Minard   | Cofidis               |    | 1 min 32 s       |
| 6.  | Jonathan Hivert    | Skil-Shimano          |    | m.t              |
| 7.  | Björn Leukemans    | Vacansoleil           |    | 1 min 34 s       |
| 8.  | Damien Monier      | Cofidis               |    | 1 min 35 s       |
| 9.  | Matthieu Ladagnous | La Française des jeux |    | m.t.             |
| 10. | Pierrick Fédrigo   | BBox Bouygues Telecom |    | m.t.             |